# Chronologie d'assemblage de la Station spatiale internationale
Le tableau suivant donne la chronologie d'assemblage des principaux composants de la Station spatiale internationale. Les composants en gras indiquent les éléments déjà en place sur la station.
| Élément                                                                                | Vol             | Véhicule    | Date de lancement              | Longueur (m) | Diamètre (m) | Masse (kg)     |
| -------------------------------------------------------------------------------------- | --------------- | ----------- | ------------------------------ | ------------ | ------------ | -------------- |
| Zarya FGB                                                                              | 1A/R            | Proton-K    | 20 novembre 1998               | 12,60        | 4,10         | 19 323         |
| Unity Node 1                                                                           | 2A - STS-88     | Endeavour   | 4 décembre 1998                | 5,49         | 4,57         | 11 612         |
| Module de service Zvezda                                                               | 1R              | Proton-K    | 12 juillet 2000                | 13,10        | 4,15         | 19 050         |
| Poutre Z1                                                                              | 3A - STS-92     | Discovery   | 11 octobre 2000                | 4,90         | 4,20         | 8 755          |
| Poutre P6 - Panneaux solaires                                                          | 4A - STS-97     | Endeavour   | 30 novembre 2000               | 73,20        | 10,70        | 15 900         |
| Laboratoire Destiny                                                                    | 5A - STS-98     | Atlantis    | 7 février 2001                 | 8,53         | 4,27         | 14 515         |
| Bras robot Canadarm2                                                                   | 6A - STS-100    | Endeavour   | 19 avril 2001                  | 17,60        | 0,35         | 4 899          |
| Sas de sortie Quest                                                                    | 7A - STS-104    | Atlantis    | 12 juillet 2001                | 5,50         | 4,00         | 6 064          |
| Compartiment d'amarrage Pirs                                                           | 4R              | Soyouz-U    | 14 août 2001 - 26 juillet 2021 | 4,10         | 2,60         | 3 900          |
| Poutre S0                                                                              | 8A - STS-110    | Atlantis    | 8 avril 2002                   | 13,40        | 4,60         | 13 970         |
| Système mobile de service pour Canadarm2                                               | UF-2 - STS-111  | Endeavour   | 5 juin 2002                    | 5,70         | 2,90         | 1 450          |
| poutre S1                                                                              | 9A - STS-112    | Atlantis    | 7 octobre 2002                 | 13,70        | 3,90         | 12 598         |
| Poutre P1                                                                              | 11A - STS-113   | Endeavour   | 23 novembre 2002               | 13,70        | 3,90         | 12 598         |
| Poutre P3/4 - Panneaux solaires                                                        | 12A - STS-115   | Atlantis    | 9 septembre 2006               | 73,20        | 10,70        | 15 900         |
| Poutre P5                                                                              | 12A.1 - STS-116 | Discovery   | 10 décembre 2006               | 13,70        | 3,90         | 12 598         |
| Poutre S3/4 - Panneaux solaires                                                        | 13A - STS-117   | Atlantis    | 8 juin 2007                    | 73,20        | 10,70        | 15 900         |
| Poutre S5                                                                              | 13A.1 - STS-118 | Endeavour   | 8 août 2007                    | 13,70        | 3,90         | 12 598         |
| Harmony Node 2 et déplacement de Poutre P6 - Panneaux solaires                         | 10A - STS-120   | Atlantis    | 23 octobre 2007                | 6,10         | 4,20         | 13 608         |
| Laboratoire Columbus                                                                   | 1E - STS-122    | Atlantis    | 7 février 2008                 | 6,87         | 4,49         | 19 300         |
| Module logistique Japonais et Main robotique                                           | 1J/A - STS-123  | Endeavour   | 11 mars 2008                   | 3,90         | 4,40         | 8 500 et 4 200 |
| Module d'Expériences Japonais                                                          | 1J - STS-124    | Discovery   | 31 mai 2008                    | 11,20        | 4,40         | 14 800         |
| Poutre S6 - Panneaux solaires                                                          | 15A - STS-119   | Endeavour   | 15 mars 2009                   | 73,20        | 10,70        | 14 088         |
| JEM EF                                                                                 | 2J/A - STS-127  | Endeavour   | 15 juillet 2009                | 11,19        | 4,39         | 3 820          |
| Poisk                                                                                  | 5R              | Soyouz      | 10 novembre 2009               | 4            | 2,55         | 3 670          |
| Tranquility                                                                            | 20A - STS-130   | Endeavour   | 8 février 2010                 | 6,5          | 4,25         | 13 004         |
| Cupola                                                                                 | 20A - STS-130   | Endeavour   | 8 février 2010                 | 1,5          | 2,95         | 1 800          |
| Rassvet                                                                                | STS-132         | Atlantis    | 14 mai 2010                    | 6            | 2,35         | 5 075          |
| Multi-Purpose Logistics Module Leonardo                                                | STS-133         | Discovery   | 24 février 2011                | 6,4          | 4,6          | 4 500          |
| Spectromètre magnétique Alpha, Orbiter Boom Sensor System et ExPRESS Logistics Carrier | STS-134         | Endeavour   | 16 mai 2011                    | ?            | ?            | 6 731          |
| BEAM (Bigelow Expandable Activity Module)                                              | CRS-8           | Falcon 9    | 8 avril 2016                   | 4            | 3            | 1 400          |
| Nauka (Laboratoire multifonctions) et European Robotic Arm (ERA)                       | 3R              | Proton      | 21 juillet 2021                | 13           | 4,10         | 21 300         |
| Pritchal                                                                               | Progress M-UM   | Soyouz-2.1b | 24 novembre 2021               | -            | -            | 4000           |